# ラブルートゼロ
『ラブルートゼロ』はマンガwalkerで連載されていた携帯コミック。作画は津々巳あや、原案・監修を加藤千穂美が担当。単行本はフェアベルより出版。トイズwalkerよりドラマCD化、キャラクターソングも発売されている。
2010年4月28日にPlayStation 2用ゲーム『ラブルートゼロ KissKiss☆ラビリンス』が発売。

## あらすじ
「校舎向かいのモミノキの影が、ちょうど十字架にかかる時に告白すると、必ず上手くいくんだって」
聖蘭高校に通う安達八重子は、ある日の放課後、クラスメートの黒江和哉から告白をされる。湯原光一という幼馴染の恋人を持つ八重子はその場で告白を断るが、その直後に大きな地震に見舞われ、気が付くと和哉と共に異空間＝ラビリンスに飛ばされてしまっていた。

## 登場人物

### 主要人物
声はゲーム版における担当。
安達八重子（あだち やえこ）
声：浅川悠
血液型：A型。身長：160cm。
聖蘭高校2年生。美化委員所属。髪はよくポニーテールに結っている。心優しく、少し天然の入っている性格で、自分に危害を加えようとした人間を相手にしても、気遣う姿勢を崩さない。父子家庭で家事の一切をこなし、小さな弟と妹の面倒も見ている。幼馴染の光一を恋人に持つ。自分を庇って腕に傷を負ってしまった光一に対し、負い目を感じている。
黒江和哉（くろえ かずや）
声：柿原徹也
血液型：O型。身長：179cm。
八重子のクラスメイト。八重子に片思いをしている。剣道部に所属しており、かなりの腕前を誇る有段者で全国大会出場を目指している。明るく大らかな人気者タイプで、好意を抱く女子も多い。子供好きで、親の経営する幼稚園を自主的に手伝っていたことをきっかけに、通っていた園児の保護者と不倫していた過去を持つ。
湯原光一（ゆはら こういち）
声：杉田智和
血液型：B型。身長：181cm。
八重子の幼馴染で恋人。八重子の一つ年上。幼い頃からフェンシングをやっており、全国大会出場を目指していたが、一年前に八重子を庇った交通事故で、腕を故障し断念する。表面では冷静沈着を装っているが、その精神面には計り知れないストレスを抱えている。八重子と付き合う傍らで、日高由紀恵とも親密な関係を持っている。

### ラビリンス関係者
ショコラ
声：下野紘
血液型：A型。身長：46cm（精霊時）、171cm（人間時）。
ラビリンスの住人らしい精霊。キャンディとは常に行動を共にしている。黒い翼を持った小さな精霊の姿で居ることが常だが、人間の姿にもなれる。言動はぶっきらぼうで短気な性格。チョコレート味のもの、特にチョココロネが好き。
キャンディ
声：宮田幸季
血液型：AB型。身長：45cm（精霊時）、183cm（人間時）。
ラビリンスの住人らしい精霊。ショコラとは常に行動を共にしている。白い翼を持った小さな精霊の姿で居ることが常だが、人間の姿にもなれる。温厚で優しく、敬語を使う。過去の出来事により、雨が苦手。趣味は読書。
アフロディーテ
声：神谷浩史
ショコラとキャンディを従える謎の男。ゼロの影響で身体が弱っている。

### 学校関係者
西岡彗（にしおか すい）
声：菅沼久義
血液型：AB型。身長：168cm
聖蘭高校1年生。輝政の甥。IQ180の天才児。中に銃を入れたルービックキューブを携帯している。ラビリンスとの行き来が可能らしい。自分本位な言動が目立つが、叔父の輝政の言うことには聞く耳を持つ。猫が好き。
西岡輝政（にしおか てるまさ）
声：加瀬康之
血液型：B型。身長：185cm
聖蘭高校の物理教師で彗の叔父。八重子の所属する美化委員会顧問でもある。ラビリンスと現実世界への出入り口を知っている。ヘビースモーカー。
早川大祐（はやかわ だいすけ）
声：中村悠一
光一の親友で剣道部主将。部の後輩である和哉、光一の彼女の八重子に続いて、親友の光一までもが行方不明になり、安否を案じている。また、自分なりに事件について調べている。
西岡朱莉（にしおか あかり）
声：松来未祐
他界した彗の姉。死因は教室の窓からの飛び降り自殺。

### 安達家
安達雅広（あだち まさひろ）
八重子の父。会社員。
安達春（あだち はる）
声：大垣理香
八重子の弟で、秋とは双子。おかっぱ頭。
安達秋（あだち あき）
声：田代有紀
八重子の妹で、春とは双子。ショートカット。

### その他
日高由紀恵（ひだか ゆきえ）
声：森夏姫
光一と付き合いのある女性。27歳。貿易会社役員秘書。
田淵雄太（たぶち ゆうた）
和哉の親が経営する幼稚園に通う園児。
田淵菜穂子（たぶち なほこ）
声：田代有紀
雄太の母親。和哉の恋人だった女性。

## ラビリンスについて
住人であるショコラ・キャンディによると「精霊界」である。が、ショコラ・キャンディ以外の精霊は未だ登場しておらず、劇中に登場する場所は、八重子たち以外の人気もなく殺風景である。
時々空間の捩れが原因で現実世界のさまざまな物資が飛ばされてきたり、空気・草木・水・光や闇など、現実世界に存在するもので構成されていて、風景や造り自体は現実世界と大きな変わりはない。
- 0（ゼロ）

最近ラビリンスに住みつき出した存在。正体は、現世とラビリンスを繋ぐモミノキに人々が恋の成就を願い、モミノキの不思議な力がその願いを叶えた反動で生まれる黒いエネルギー。
姿は黒く、複数の蛇のような頭部・牙を持つ。動くものに襲い掛かり、物を腐らせる。このゼロが増えるとラビリンスは無くなってしまう。

## 関連グッズ

### コミックス
全4巻（いずれも絶版）。
- 第1巻（2007年9月15日発売）
- 第2巻（2008年1月15日発売）
- 第3巻（2008年8月12日発売）
- 第4巻（2009年3月26日発売）

### CD
ドラマCD
- 「ラブルートゼロ 失恋と嘘、迷子な僕ら。」（2007年9月29日発売）
- 「ラブルートゼロ Do you love me? ラブ√1/2」（2008年3月29日発売）
- 「ラブルートゼロ サヨナラと言えない僕らは…」（2008年8月23日発売）
- 「ラブルートゼロ Do you wanna kiss me? ラブ√1/3」（2009年2月28日発売）

キャラクターソングCD
- 「約束するよ」（2008年4月29日発売）

黒江和哉（柿原徹也）/ラブルートゼロ from ラビリンス テーマソング
- 「恋する午後3時」（2008年7月26日発売）

ショコラ（下野紘）、キャンディ（宮田幸季）
- 「孤独マテリアル」（2008年10月25日発売）

湯原光一（杉田智和）、早川大祐（中村悠一）
- 「ラストノート」（2009年3月26日発売）

西岡彗（菅沼久義）、西岡輝正（加瀬康之）/ラブルートゼロ KissKiss☆ラビリンス エンディングテーマ
- ラブルートゼロ ベストアルバム「君に捧げるコイゴコロ」（2010年3月30日発売）

### イベントDVD
- 「ラブルートゼロ コイゴコロ咲く花」（2009年3月26日発売）

初回限定特典に『コイスルゴゴサンジanswered byショコラ』『コイスルゴゴサンジanswered byキャンディ』が収録されているCDが付く。

## ゲーム

### ラブルートゼロ KissKiss☆ラビリンス
「キス」がテーマのPS2用乙女向け恋愛シミュレーションゲーム。
大筋は『ラブルートゼロ』の原作通りだが、特定のキャラクターには性格が二通り用意されている。プレイヤーのビジュアルやCV、設定は原作の主人公である「安達八重子」そのままだが、名前の変更・CVのON/OFFが可能。
なお、オープニングテーマとして黒江和哉の新キャラクターソング、エンディングテーマとして西岡彗と西岡輝正のキャラクターソングが流れる。
(限定版特典は「ラジオ・ラブルートゼロ　fromラビリンス」スペシャルラジオCDが付く- 黒江和哉役・柿原徹也 、安達八重子役・浅川悠)
発売日が当初の予定から1年以上、数回にわたり延期された。
スタッフ
- ゲーム総監修：加藤千穂美

主題歌
- 「パーフェクトワールド」

歌 - 黒江和哉：柿原徹也
※ラブルートゼロ ベストアルバム「君に捧げるコイゴコロ」に収録

## ラジオ
- ラジオ・ラブルートゼロ from ラビリンス